# 高知県立城山高等学校
高知県立城山高等学校（こうちけんりつ しろやまこうとうがっこう）は、高知県香南市赤岡町に所在する公立の高等学校。

## 設置学科
- 普通科（1学年あたり80名）

## 沿革
- 1946年（昭和21年）4月 - 高知県立城山中学校・高知県立城山高等女学校として開校。
- 1948年（昭和23年）4月 - 学制改革により現校名となる。
- 1970年（昭和45年）4月 - 体育科設置。
- 1977年（昭和52年）3月3日 - 定時制農業科を廃止。
- 1998年（平成10年）3月31日 - 体育科を廃止。